# 吕岑
吕岑（德語：Lützen，發音：[ˈlʏtsn̩] ⓘ）是德国萨克森-安哈尔特州布尔根兰县的城市，面积96.49平方千米，2023年12月31日人口为8,422人。
呂岑曾歷經過兩次著名戰役：1632年吕岑會戰和1813年呂岑會戰。瑞典王國瓦薩王朝君主古斯塔夫二世·阿道夫於1632年在此陣亡，著名哲學家弗里德里希·尼采於1844年在此出生。